# Louis Pierre Louvel

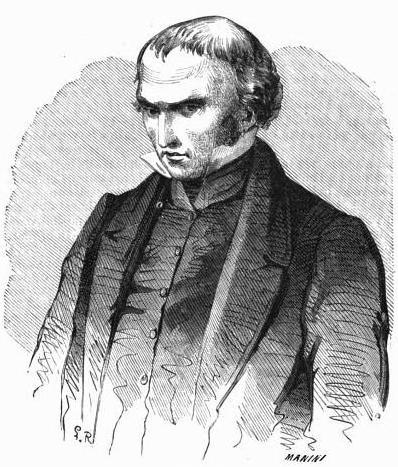
Louis Pierre Louvel

Louis Pierre Louvel (Versailles, 7 ottobre 1783 – Parigi, 7 giugno 1820) era un sellaio francese di fede bonapartista. Fu l'assassino del duca di Berry, il secondo figlio di Carlo X.

## L'assassinio del duca di Berry

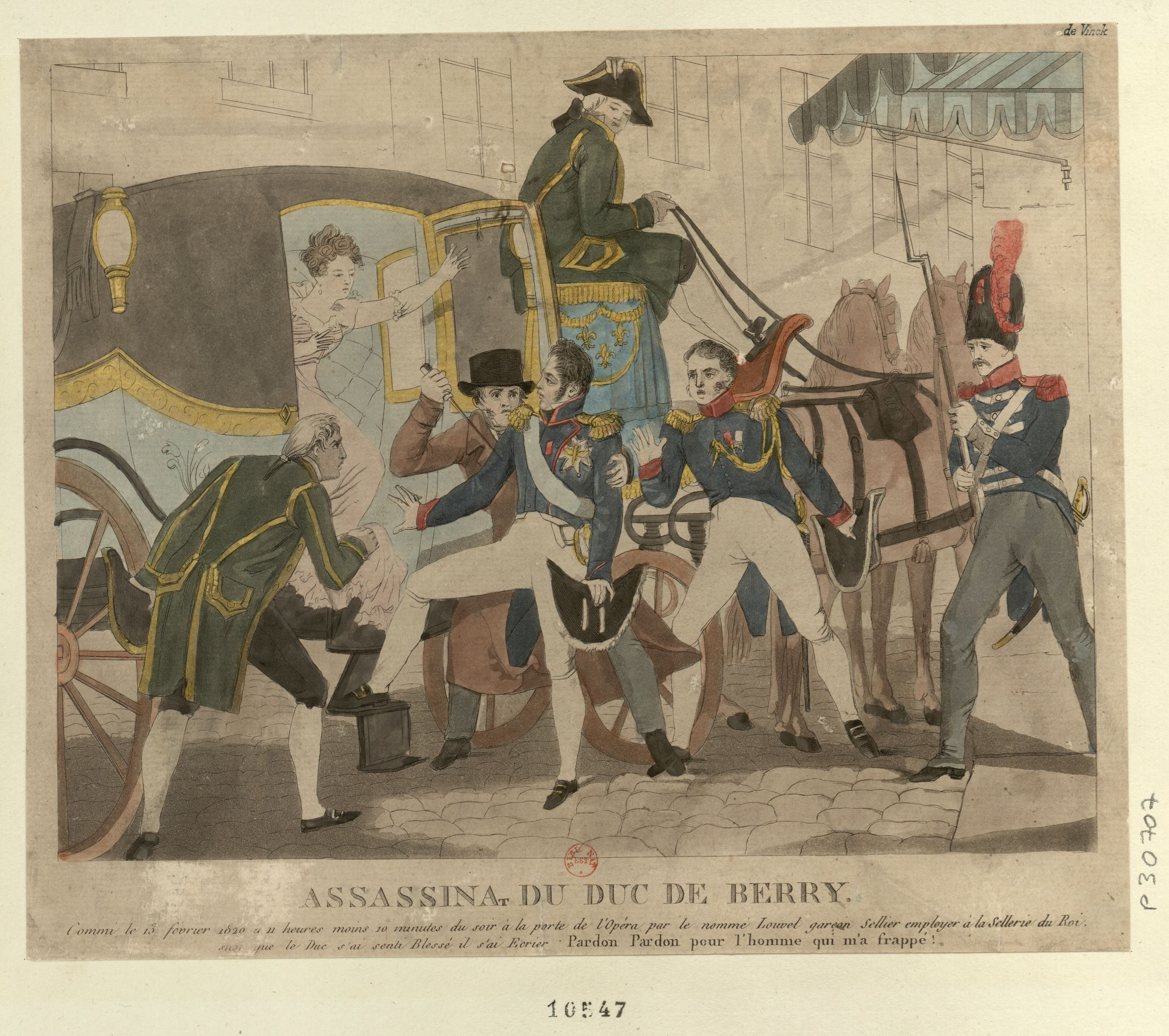
L'assassinio del duca di Berry.

La notte tra il 13 e il 14 febbraio 1820, il duca di Berry, figlio cadetto del conte d'Artois, il futuro Carlo X, si trovava all'Opéra de la rue de Richelieu, insieme alla sua sposa, Carolina, allora incinta del loro secondogenito. Durante l'intervallo, dopo avere accompagnato Carolina alla carrozza, il principe, senza mantello né cappello e quindi facilmente riconoscibile, si rincamminò a piedi verso l'entrata dal teatro e un uomo, apparso dal nulla davanti alla carrozza, lo pugnalò al petto con il punteruolo da sellaio. Inizialmente, il duca di Berry pensò di avere ricevuto un pugno ma, toccandosi e vedendo il sangue, capì di essere stato pugnalato ed esclamò a voce alta: «Ah! È un pugnale, sono morto!».
L'agonia del duca di Berry, sotto gli occhi della corte, riunitasi al suo capezzale, durò tutta la notte e lasciò una traccia profonda nei più fedeli legittimisti. Senza avere perduto conoscenza, il principe si lamentava che la morte fosse «così lenta a venire» e domandava ripetutamente «grazia, grazie per l'uomo» che lo aveva colpito, pentendosi di morire per mano di un francese. Morì alle sei e trenta del mattino del 14 febbraio. Il giorno stesso, il prefetto di Parigi, Jules Anglès, promulgò un'ordinanza che annullò i festeggiamenti di Carnevale previsti per quel giorno e il giorno successivo.

## I motivi dell'assassinio
Louvel fu arrestato e interrogato la notte stessa dell'omicidio. Senza mostrare emozioni particolari, disse di avere agito da solo, dopo avere meditato su quel progetto per anni, e addusse la sua forte fede anti-monarchica come causa. Si dichiarò fervente ammiratore di Napoleone Bonaparte, che aveva seguito nel suo esilio all'isola d'Elba, e disse che voleva vendicare l'invasione straniera della Francia. Sottolineò di non avere nessun sentimento d'inimicizia personale verso il duca di Berry, ma che il suo scopo era quello di «estirpare il ceppo» dei Borboni. Al momento dell'attentato, infatti, la dinastia non aveva nessun erede diretto: Luigi XVIII era senza figli, mentre dei due figli del futuro Carlo X, il primo, il duca d'Angoulême, non aveva figli, mentre il duca di Berry aveva soltanto una figlia femmina.
Louvel dichiarò che aveva tentato un simile gesto a Calais, nel 1814, quando Luigi XVIII si apprestava a sbarcare in Francia, dopo l'esilio di Napoleone. Durante il suo processo affermò: «Qualunque francese che abbia portato un giorno le armi contro la loro patria perde per sempre i suoi diritti di cittadino francese; i Borboni non hanno il diritto di rientrare in Francia e soprattutto di regnarvici. Luigi XVI è stato giustiziato legalmente e giustamente per volontà dell'intera Nazione; la Nazione sarà disonorata se la si lascerà governare da questa razza di traditori».
Per il resto, non è dato sapere granché sulla persona e la personalità di Louvel. Chateaubriand, nelle sue Memorie d'oltretomba, scrisse: «Louvel era un giovane uomo dalla figura sporca e subdola, come se ne vedono a migliaia per le strade di Parigi. Aveva il grugno, sembrava scontroso e solitario. Probabilmente Louvel non faceva parte di alcuna società, era parte di una setta non di un complotto, apparteneva a una di quelle congiure di idee, delle quali i membri si possono talvolta riunire, ma che agiscono spesso uno ad uno, secondo il loro impulso individuale. Il suo cervello nutriva un solo pensiero, come un cuore di abbevera di una sola passione. Il suo atto era conseguenza dei suoi principi: aveva voluto uccidere la razza intera in un sol colpo».
Louvel fu condannato a morte e giustiziato con la ghigliottina il 7 giugno 1820. Pochi mesi dopo, Carolina di Berry, vedova del principe, dette alla luce un figlio. Il 29 settembre 1820, nacque il duca di Bordeaux, soprannominato il "figlio del miracolo", e futuro Enrico V per il legittimisti.
Il pugnale usato da Louvel, un punteruolo di 25 centimetri, è conservato oggi agli Archivi nazionali.
L'Opera di rue de Richelieu fu rasa al suolo per distruggere il luogo del delitto, in ossequio alla tradizione secondo la quale ove sgorgava sangue reale e veniva commesso un regicidio nessuno poteva vivere. La principale conseguenza politica del delitto fu la caduta del ministro di polizia Élie Decazes e una svolta a destra, in senso reazionario, del governo del duca di Richelieu. Nonostante i partiti di sinistra si fossero dimostrati del tutto estranei alla vicenda, Luigi XVIII, che fino ad allora si era mantenuto sostanzialmente neutrale, si avvicinò agli ultrarealisti reazionari: tale cambiamento politico fu la causa scatenante della Rivoluzione di luglio.